# Romain Looymans
Romain Looymans, né à Anvers le 3 février 1864 et mort dans la même ville le 13 juin 1914, est un peintre, un aquarelliste et un aquafortiste belge.
Son champ pictural de facture réaliste couvre les peintures murales, les portraits, les paysages, les nus, les scènes de genre, les vues urbaines et les sujets religieux. Il est, en 1891, l'un des membres fondateurs du cercle artistique Les XIII.

## Biographie

### Famille
Romain (Romanus Petrus Michaël Maria) Looymans, né à Anvers le 3 février 1864, est le fils de Petrus Michaël Eduardus (Michel) Looymans (1829-1875), architecte, et d'Anna Maria Henderickx (1825), marchande de modes, tous deux natifs d'Anvers, où ils se sont mariés le 15 novembre 1862,. Sa sœur Anna Looymans (1866-1951) est musicienne et professeur de musique de chambre à Anvers.

### Formation
Formé à l'Académie royale des beaux-arts de Bruxelles, et dans l'atelier de Louis Hendrix, Romain Looymans est également étudiant à l'atelier du peintre Jean-François Portaels, dans son atelier. Il se lie d'amitié avec le peintre Henri De Smeth,. Il expose au Salon de Gand de 1886 Pensionné qui remporte un grand succès, avant de se faire connaître à l'Exposition universelle de Paris de 1889,.

### Carrière
En 1886, Romain Looymans devient l'un des artistes du cercle anversois Arte et Labore, poursuivant comme objectif l'organisation d'expositions d'art, il assure la présidence du cercle à partir de mars 1894. Il est aussi membre du cercle de Borgerhout Eigen Vorming fondé en 1884 promouvant les œuvres de jeunes artistes. Puis, en 1891, il est l'un des membres fondateurs du cercle artistique Les XIII,. En 1897, il remporte avec Henri de Smeth le premier prix au concours « Enluminure littéraire ». Il se rend en Zélande avec Théodore Verstraete qui fut l'un des premiers à admirer son talent, mais ses sites de prédilection demeurent dans la région d'Anvers.
À partir du 1er octobre 1906, il se consacre également à sa carrière professorale à l'Académie royale des beaux-arts d'Anvers, où il enseigne le dessin au cours élémentaire, puis, à partir de février 1911 au cours moyen. 
Romain Looymans, meurt, célibataire, à Anvers, rue du Régent, no 22, à l'âge de 50 ans, le 13 juin 1914. Ses funérailles ont lieu trois jours plus tard à l'église Saint-Willibrord, à Berchem, suivies par son inhumation au cimetière du Kiel d'Anvers.

## Œuvres

### Caractéristiques
Le champ pictural de Romain Looymans, de facture réaliste, laisse une œuvre considérable et variée, couvrant les peintures murales (notamment La Pêche miraculeuse à Bois-le-Duc en 1898 et la décoration murale Le Couronnement de la Sainte Vierge dans l'église Saint-Augustin de Nimègue), les portraits, les paysages, les nus, les scènes de genre, les vues urbaines, les cours de ferme et les sujets religieux. Pratiquant la peinture en atelier, il pose également son chevalet dans les sites qu'il représente, les Polders de l'Escaut ou les sablons de la Campine. Tout au long de sa carrière, Romain Looymans demeure fidèle à sa propre méthode de peinture objective et réaliste. Contrairement à son ami Henri de Smeth, il n’a pas évolué vers une palette plus claire. Georges Eekhoud écrit : « C'est un peintre de race, un peintre de tempérament, aimant la peinture pour la peinture et la dégageant de toute vision, de toute préoccupation étrangère à son essence. »

### Expositions

#### Expositions triennales belges
- Salon de Gand (XXXIII) de 1886 : Pensionné[6],[15].
- Salon d'Anvers de 1888 : Une partie douteuse, Cour de Ferme et Le Fumeur[16].
- Salon de Gand (XXXIV) de 1889 : Cour de ferme et Basse-cour[17].
- Salon d'Anvers de 1891 : Le Réchaud et Dans le cellier[18].
- Salon de Gand (XXXV) de 1892 : Cour de ferme et Dans la cuisine[19].
- Salon de Bruxelles de 1893 : Le Réchaud, La Grande sœur et Le Bassin de batelage au Dam à Anvers[20].
- Salon de Gand (XXXVI) de 1895 : Cour de ferme (soir) et Le Réchaud[21].
- Salon de Bruxelles de 1897 : Cour de ferme (soir) et La Prise[22].
- Salon d'Anvers de 1898 : Cour de ferme (soir) et La Pêche miraculeuse (projet de peinture murale exécutée à Bois-le-Duc[12].
- Salon de Gand (XXXVII) de 1899 : La Pêche miraculeuse et Le Réchaud (peintures) et deux aquarelles[23]
- Salon de Bruxelles de 1900 : La Pêche miraculeuse et Les Disciples d'Emmaüs[24].
- Salon d'Anvers de 1901 : Les Disciples d'Emmaüs[25].
- Salon de Gand (XXXVIII) de 1902[26].
- Salon de Bruxelles de 1903 : Salon, Dans l'escalier et Le Réchaud[27].
- Salon d'Anvers de 1904 : Tryptique de paysages d'automne[28].
- Salon de Bruxelles de 1910 : un portrait[29].
- Salon de Gand (XLI) de 1913[30].

#### Autres expositions belges
- Exposition Arte et Labore en août 1886 : XIe Station[7].
- Exposition Arte et Labore en février 1887[31].
- Salon de Liège de 1888 : Repas de pigeons[32].
- Exposition Arte et Labore de 1889 : Intérieur[33].
- 1er Salon des XIII à Anvers en 1891[34].
- Exposition Arte et Labore de 1891 (I)[35].
- Exposition Arte et Labore de 1891 (II)[36].
- 2e Salon des XIII à Anvers en 1892[37].
- 3e Salon des XIII à Anvers en 1893[38].
- 4e Salon des XIII à Anvers en 1895[39].
- Exposition Arte et Labore de 1896[40].
- Salon de Liège de 1896[41].
- Exposition Arte et Labore de 1898 : Dans les Polders[42].
- Exposition Arte et Labore de 1900[43].
- Exposition Arte et Labore de 1901 : Automne[44].
- Cercle artistique de Bruxelles du 12 mai au 19 mai 1901 : exposition exclusive de l'œuvre de Romain Looymans[45].
- Salon de Liège de 1902 : Dans l'escalier[46].
- Exposition Arte et Labore de 1902 : L'Automne, Drève, Midi, Environs de Wilmarssdonck, Digue dans les Polders et Paysage[47].
- Exposition Arte et Labore de 1903 : Dans l'escalier et Élie dans le désert[48].
- Exposition Arte et Labore de 1904 : des paysages[49].
- Salon de Liège de 1905 : Trois paysages[50].
- Exposition de Arte et Labore de 1906 : des dessins[51].
- Exposition de L'Art Contemporain (Kunst van Heden) (Anvers) de 1908[52].
- Exposition de Kunst van Heden (Anvers) de 1911[53].
- Salon de Liège de 1912 : Les Disciples d'Emmaüs[54].

#### Expositions européennes et mondiales
- Exposition universelle de Paris de 1889 : Dans le cellier et Chez le brossier[5].
- Exposition universelle de 1893 à Chicago : Cour de ferme flamande[55].
- Exposition universelle d'Anvers de 1894 : Dans la cuisine et Cour de ferme[56].
- Exposition des arts anciens et modernes de Bordeaux de 1895 (XIII) : Le Curé et L'Atelier[57].
- Salon des artistes français de 1898 : La Pêche miraculeuse[58].

### Galerie d'œuvres

La Mère de l'artiste, Musée royal des Beaux-Arts d'Anvers..
Statue de Marie, Musée royal des Beaux-Arts d'Anvers..
Saint-Augustin en extase, Musée royal des Beaux-Arts d'Anvers..
Figure de femme, Musée royal des Beaux-Arts d'Anvers..
Cuisine, Musée royal des Beaux-Arts d'Anvers..

## Distinction
- Chevalier de l'ordre de Léopold (27 novembre 1911)[9].